# Goethes Wohnhaus

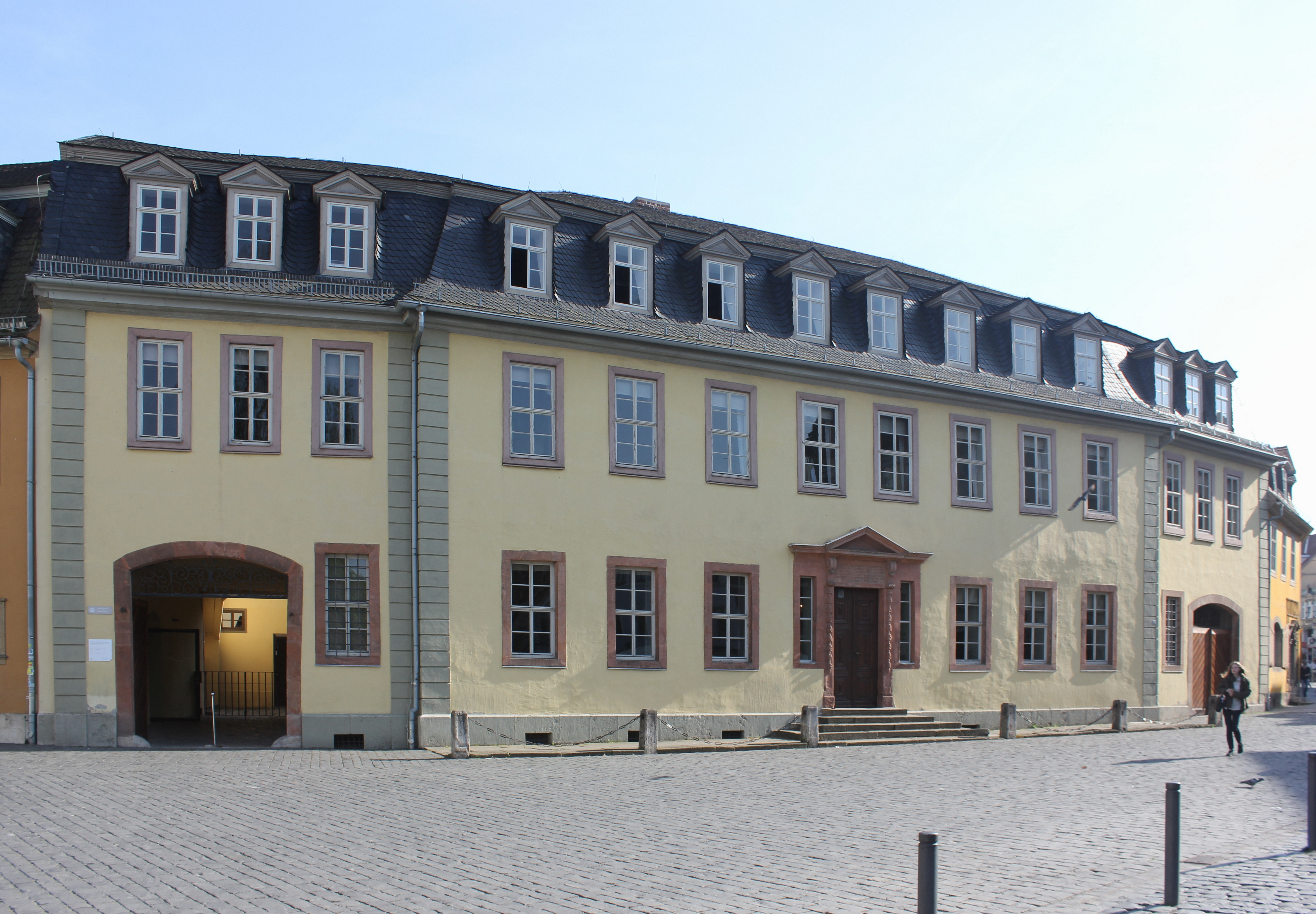
Goethes Wohnhaus am Frauenplan (Vorderhaus). Der mittlere Eingang, früher der Haupteingang, ist aus konservatorischen und Sicherheitsgründen für die Öffentlichkeit geschlossen. Heutiger Museumszugang: ganz links am Bildrand (zugleich der zum Goethe-Nationalmuseum). Die beiden Tore links und rechts des früheren Haupteingangs gestatteten Goethe eine Durchfahrt mit seiner Kutsche in den Wirtschaftstrakt zu Stallungen und Kutschenremise.

Das Goethe-Wohnhaus (in der Literatur auch das Haus am Frauenplan genannt) ist ein von der Klassik Stiftung Weimar betriebenes Museum in dem Wohn- und Sterbehaus von Johann Wolfgang von Goethe (1749–1832) in Weimar.
Seit 1998 gehört es als Teil des Ensembles Klassisches Weimar zum UNESCO-Welterbe.

## Geschichte

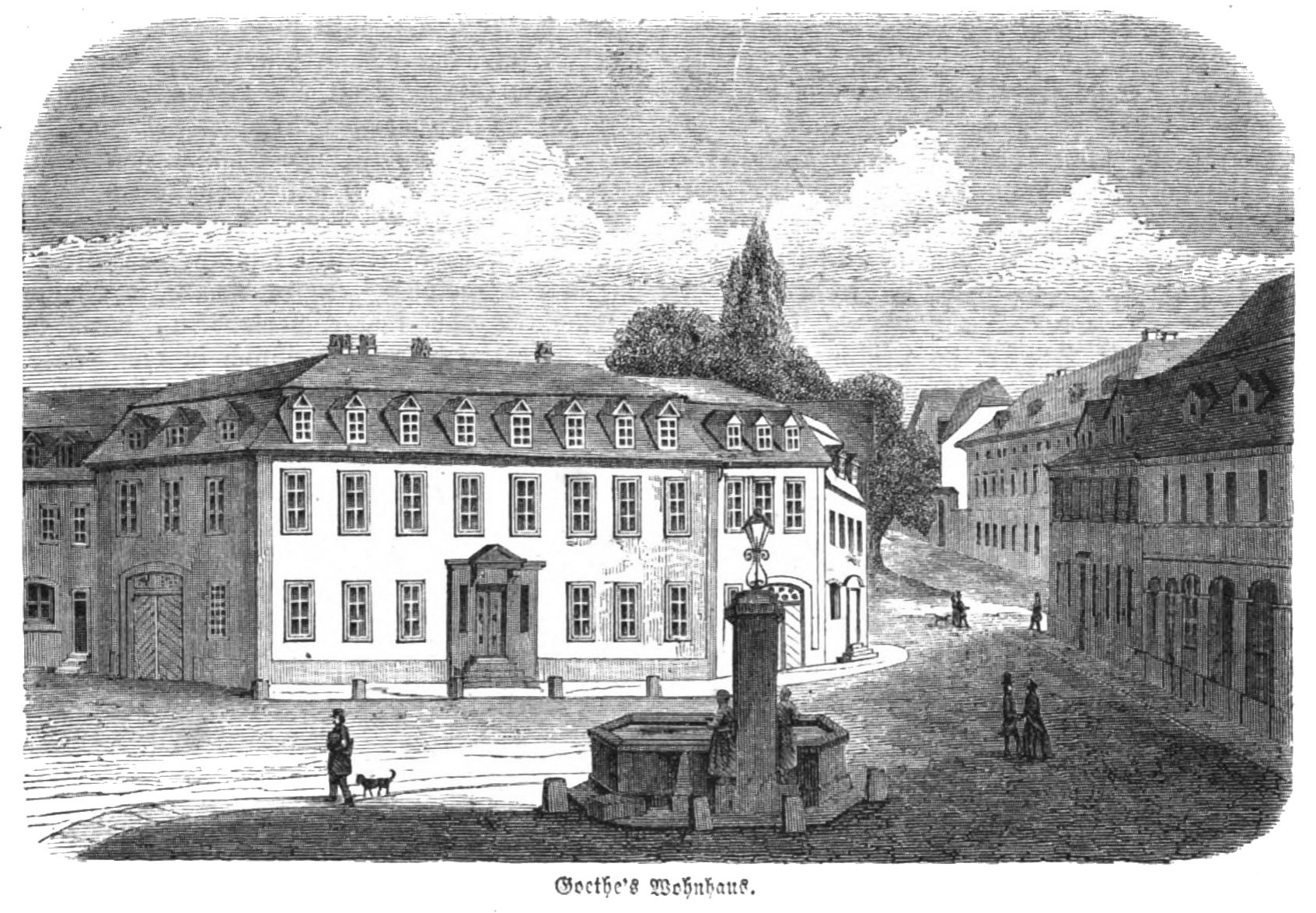
Goethes Wohnhaus (1856)

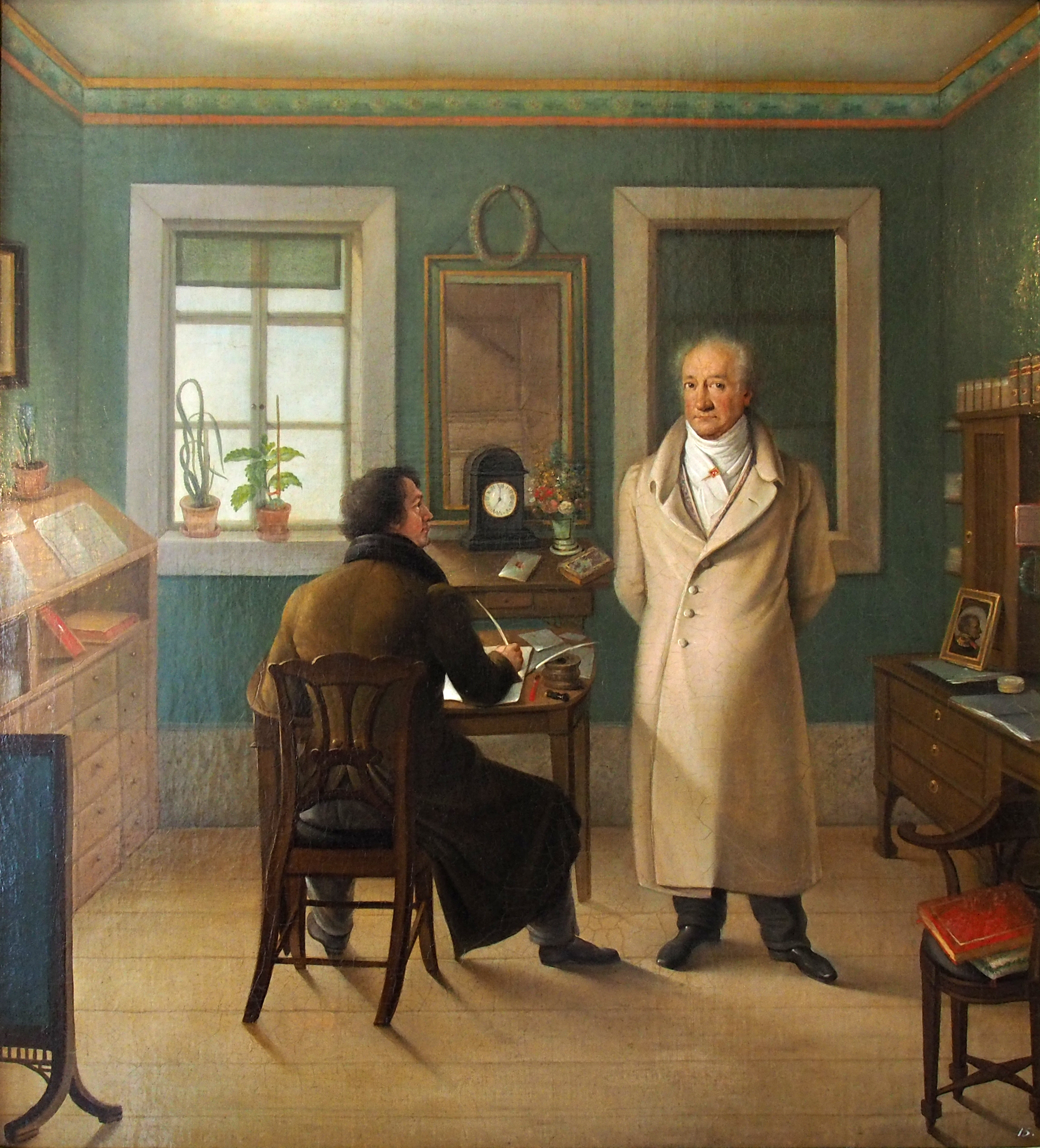
Goethe und sein Schreiber Johann August Friedrich John (Gemälde von Johann Joseph Schmeller, 1834)

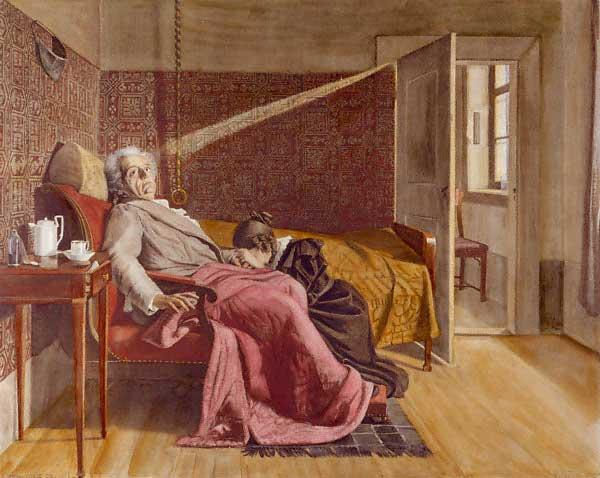
Goethe stirbt am 22. März 1832 sitzend in seinem Lehnstuhl. Seine Schwiegertochter Ottilie trauert um ihn (Gemälde von Fritz Fleischer, ca. 1900)

### Familie Helmershausen
Das Gebäude wurde zwischen 1707 und 1709 von dem fürstlichen Kammerkommissar und Strumpfhändler Georg Caspar Helmershausen erbaut. Das Haus wurde wahrscheinlich schon von Beginn an zu einem großen Teil oder sogar komplett vermietet. Nach dem Tod des Eigentümers erbte das Haus dessen Sohn Georg Friedrich Helmershausen (1684–1757) und danach Wilhelm Gotthilf Friedrich Helmershausen und später dessen Nachkommen. Im Jahre 1771 wurde es von dem herzoglich-sächsischen Garnisonsarzt Paul Johann Friedrich Helmershausen zusammen mit der Westhälfte des Gartens ersteigert. Das Haus war teilweise auch zu dieser Zeit vermietet.

### Familie Goethe
Im Jahre 1782 mietete Goethe die westliche Hälfte des Hauses. Diese umfasste unter anderem den heutigen Gelben Saal, das Juno- und das Urbinozimmer, den westlichen Teil des Hinterhauses und große Teile des Erdgeschosses. Nach Goethes italienischer Reise von 1786 bis 1788 wohnte er bis 1789 in diesen Räumen. Von 1789 bis 1792 mietete Goethe eines der sogenannten Jagdhäuser an der Marienstraße, um mit Christiane Vulpius leben zu können, bevor er sie 1806 heiratete.
1792 erwarb die Herzogliche Kammer im Auftrag des Herzogs Carl August von Sachsen-Weimar-Eisenach das Haus am Frauenplan und überließ es Goethe als Dienstwohnung, die er dann gemeinsam mit Christiane bewohnte. 1794 schenkte der Herzog Goethe das Haus mündlich, 1801 auch schriftlich, aber erst am 12. Januar 1807 wurde es Goethe offiziell übereignet. In den Jahren 1792 bis 1795 wurden umfangreiche Umbauten im klassizistischen Stil vorgenommen, deren Kosten auch zum Teil von der Herzoglichen Kammer bestritten wurden. Hier ist insbesondere der innere, breite Treppenaufgang zu nennen, der unmittelbar ins Gelbe Zimmer führte und den Goethe eigens nach italienischem Vorbild entwarf. Die Umbaumaßnahmen leitete Goethes Hausgenosse (seit 1791), der junge Schweizer Maler Heinrich Meyer, der in Rom zu seinen Mitbewohnern in der Via del Corso Nr. 18 (heute Museum Casa di Goethe) gehört hatte und 1795 Professor des Weimarer Freien Zeicheninstituts wurde. 
Nach Goethes Tod im Jahr 1832 erbten die Schwiegertochter Ottilie und ihre drei Kinder das Haus, die es auch weiterhin bewohnten. Die eigentlichen Wohn- und Arbeitsräume Goethes wurden allerdings nicht weiter genutzt und blieben bis 1885 weitgehend verschlossen.

### Goethe-Nationalmuseum
Als 1885 der letzte Enkel Goethes, Walther von Goethe, starb, erhielt laut Testament der Weimarische Staat das Haus am Frauenplan und Goethes umfangreiche Sammlungen. Am 8. August 1885 wurde das Goethe-Nationalmuseum in Form einer Stiftung gegründet. Am 3. Juli 1886 wurde das Vorderhaus und etwas später die Arbeits- und Wohnräume als Museum vorgestellt.
Der im Zweiten Weltkrieg durch die Luftangriffe auf Weimar zum Teil erheblich zerstörte Westtrakt des Vorderhauses über der Kutschenzufahrt wurde rekonstruiert. Wertvolles Mobiliar sowie andere Ausstattungsgegenstände hatte man zur Sicherheit ausgelagert.
Heute gehören zum Goethe-Nationalmuseum das gesamte Wohnhaus, der Garten mit Wirtschaftsgebäuden sowie ein Erweiterungsbau.

## Bau- und Raumbeschreibung
Im gesamten Vorderhaus, das nach Norden zum Frauenplan ausgerichtet ist, befinden sich die repräsentativen Wohnräume sowie Sammlungszimmer Goethes. Im davon abgesetzten nach Süden zum Garten ausgerichteten Hinterhaus, das sich parallel zum Vorderhaus über die gleiche Grundstücksbreite erstreckt, lagen zu Goethes Zeiten die Wirtschaftsräume, Stallungen, Kutschen- und Schlittenremise sowie die privaten Arbeits-, Aufenthalts- und Schlafräume des Dichters und seiner Frau Christiane. Eine breite Hofdurchfahrt liegt zwischen diesen beiden Baukörpern. Diese sind jedoch links- und rechtsseitig durch innere Erschließungsgänge, teilweise Treppen, miteinander verbunden; eine weitere Verbindung stellt im ersten Obergeschoss das sogenannte Brückenzimmer dar; es führt genau mittig über den Hof in das Hinterhaus und in direkter Verlängerung durch das anschließende Gartenzimmer auf eine überdachte Holzaußentreppe. Von dort aus erreicht man den Garten mit den beiden barocken Gartenhäusern, der auch damals schon von einer Mauer umschlossen war.
Vorderhaus
- Obergeschoss: vom Frauenplan her gesehen, liegt über dem früher genutzten zentralen Haupteingang das Gelbe Zimmer, auch Gelber Saal genannt (zwei Fenster mittig), westlich/rechts davon das Junozimmer (drei Fenster); daran schließt sich oberhalb der rechten Kutschenzufahrt das Urbinozimmer (drei Fenster) an, von dem man aus über ein Wendeltreppenhaus in den hinteren Trakt bzw. das Hinterhaus gelangt. Östlich (links) der zwei mittigen Fenster des Gelben Zimmers schließen die nächsten zwei Fenster des Deckenzimmers an, im weiteren Verlauf das Majolicazimmer (ein Fenster), das früher zeitweise als gemeinsames Schlafzimmer diente und heute Goethes Porzellansammlung aufnimmt, sowie das Große Sammlungszimmer (drei Fenster) oberhalb der linken Kutschenzufahrt. Von dort als auch vom Gelben Zimmer aus gelangte man in das private Kleine Esszimmer, das der Goethe-Familie vorbehalten war, und in die Warmhalteküche, die beide zum innenliegenden Hof ausgerichtet sind.
- Erdgeschoss: rechts neben dem früheren, zentralen Haupteingang liegt hinter den westlichen drei Fenstern das von Goethe neu konzipierte Treppenhaus, links des Zentraleinganges befand sich die ehemalige Dienerwohnung, deren Räume heute neben dem Kassenbereich für wechselnde Ausstellungen genutzt werden.

Hinterhaus
- Obergeschoss: ebenfalls vom Frauenplan her gedacht, befinden sich im westlichen Teil/rechts der Mitte des rückwärtigen Traktes Goethes Arbeitszimmer mit Vorzimmer, das zugleich einen Teil seiner Mineraliensammlung aufnahm, seine Privatbibliothek mit 5424 Titeln in zirka 7000 Bänden, sein Schlafraum und das Schreiberzimmer. Der östliche Teil (links) des Hinterhauses beherbergt Christianes Zimmer. Alle diese Räume haben einen direkten Blick auf den Garten.
- Erdgeschoss: außer den früheren Wirtschaftsräumen, die in der Gegenwart teilweise museumsinternen Zwecken wie Verwaltung, Lager und Vorführraum dienen, erschließt vom zentralen Hof her ein Treppenhaus sowohl den Garten als auch das Obergeschoss des Hinterhauses.

Bilder

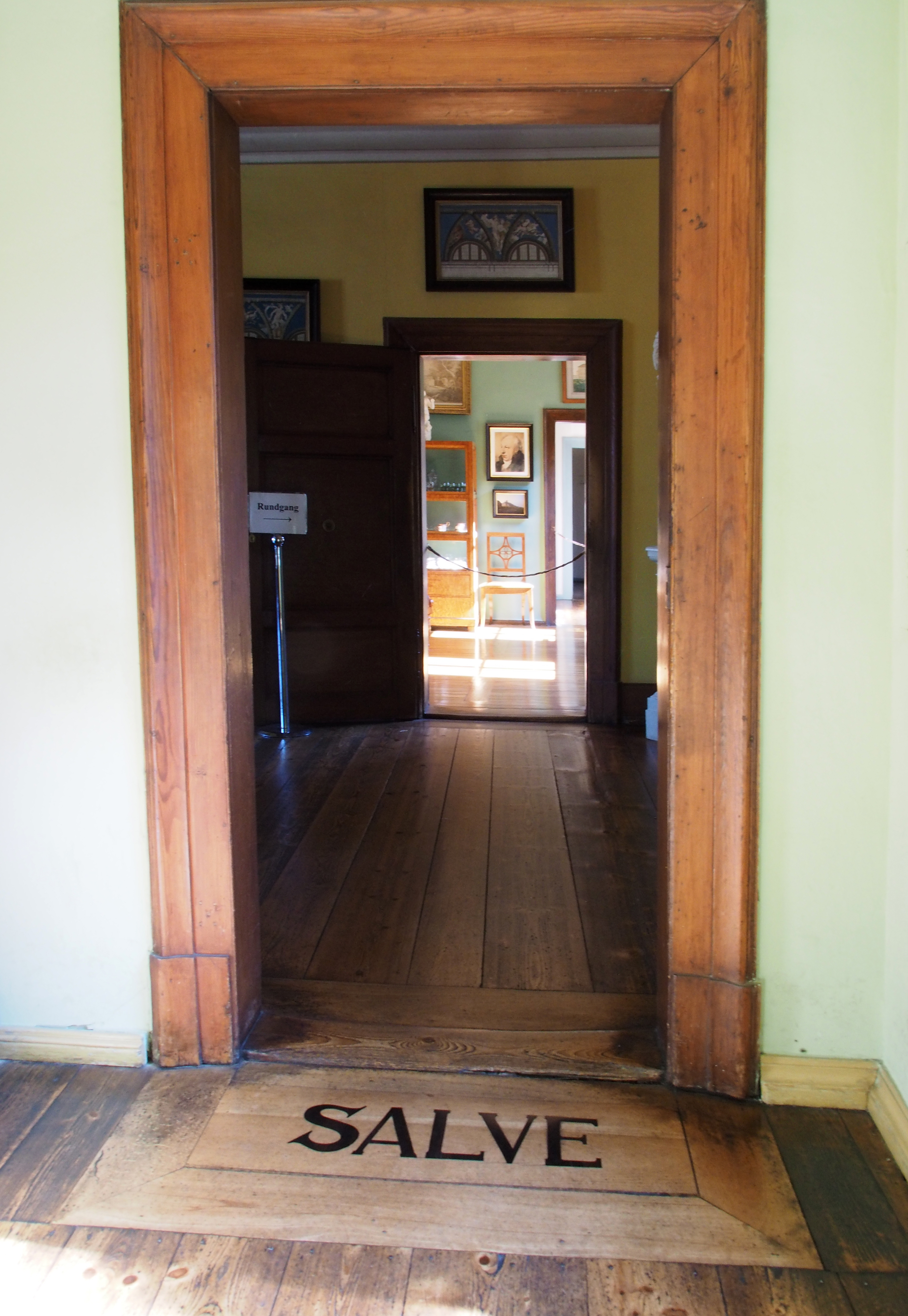
Eintritt in den Wohnbereich
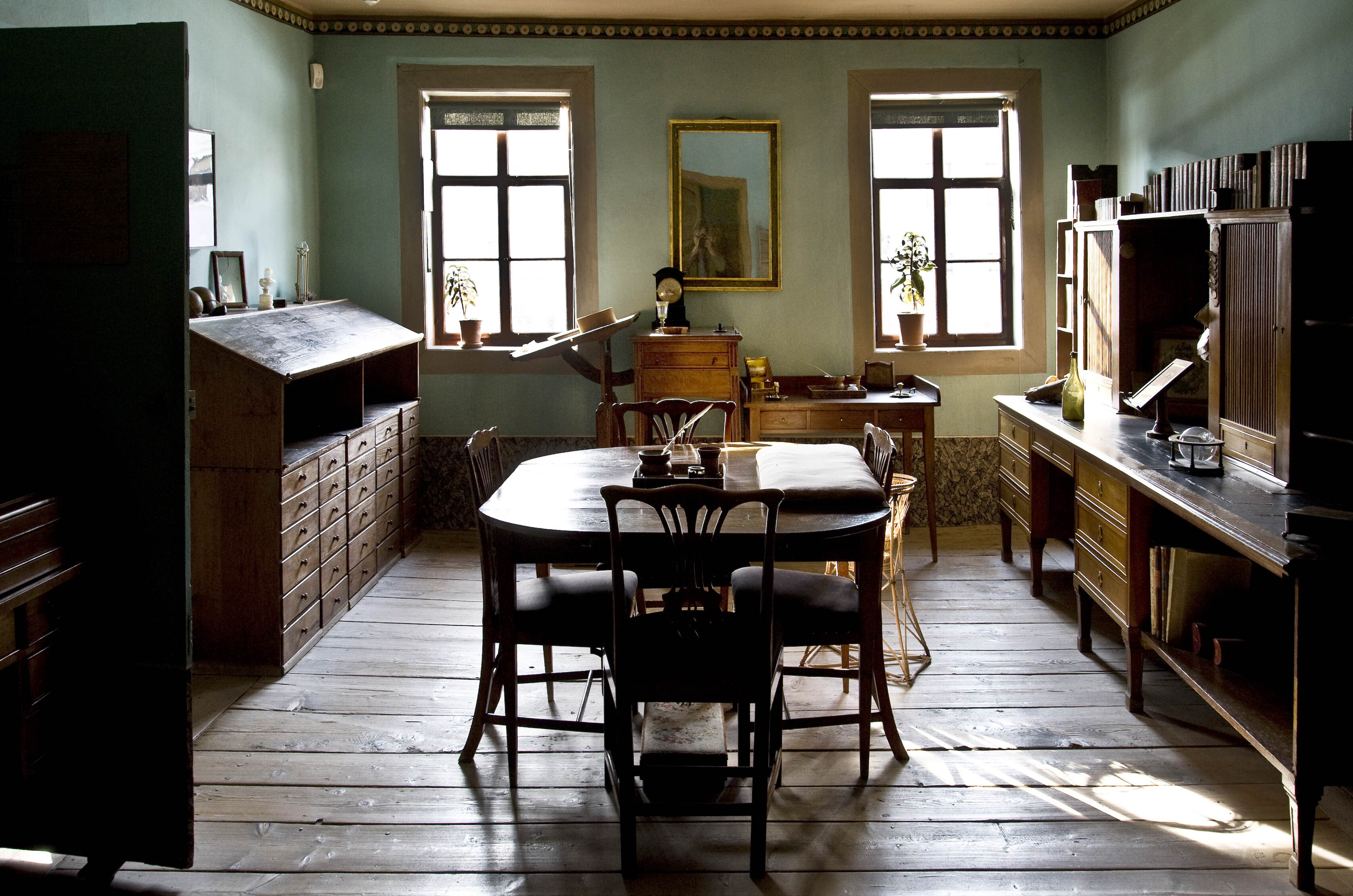
Goethes Arbeitszimmer
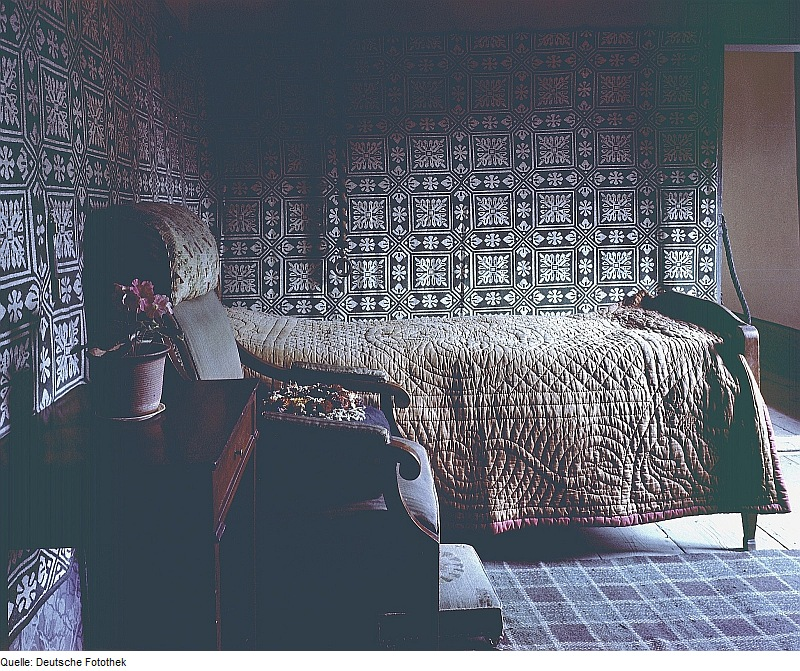
Goethes Sterbezimmer
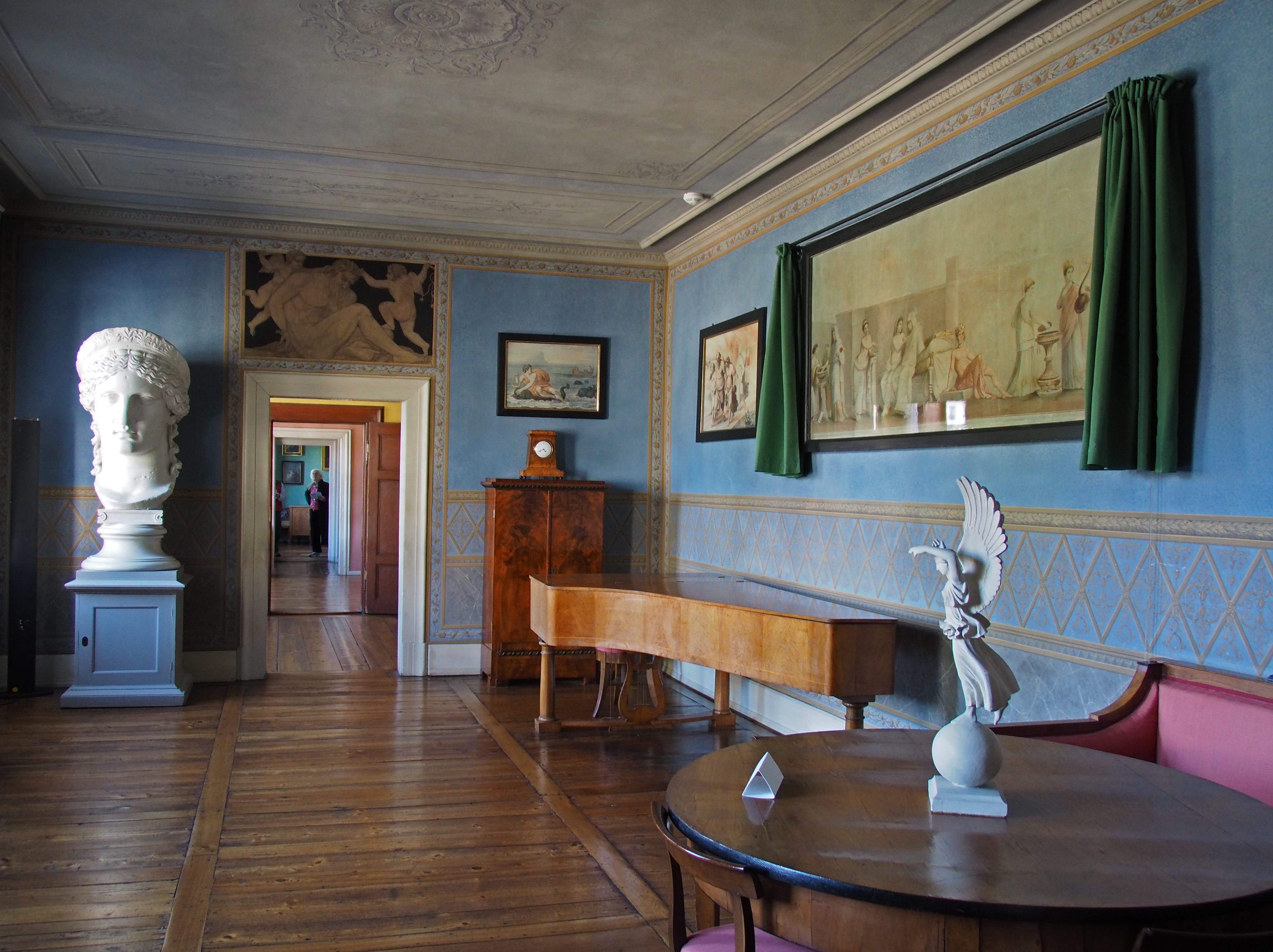
Junozimmer
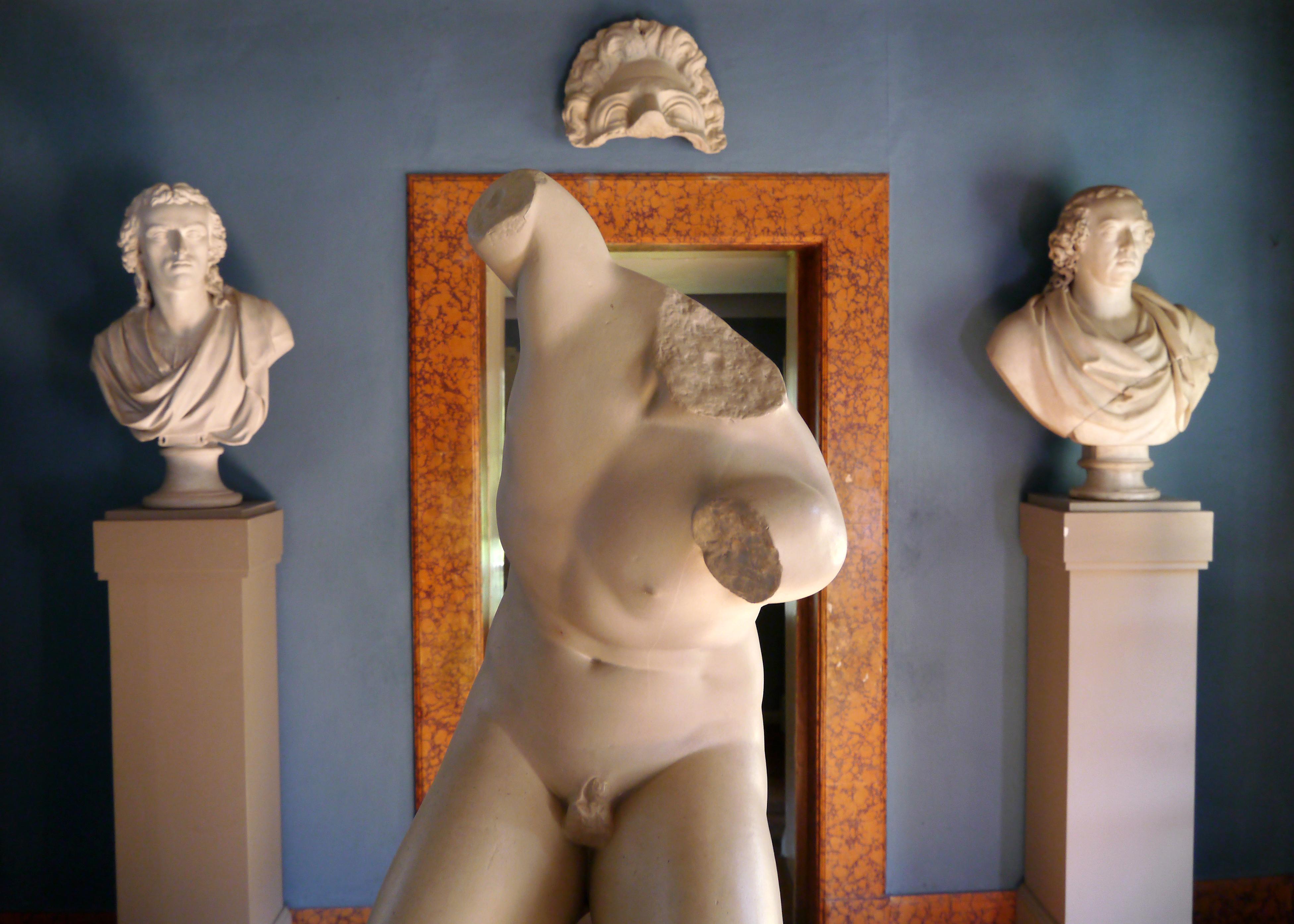
Büstenzimmer (Brückenzimmer)
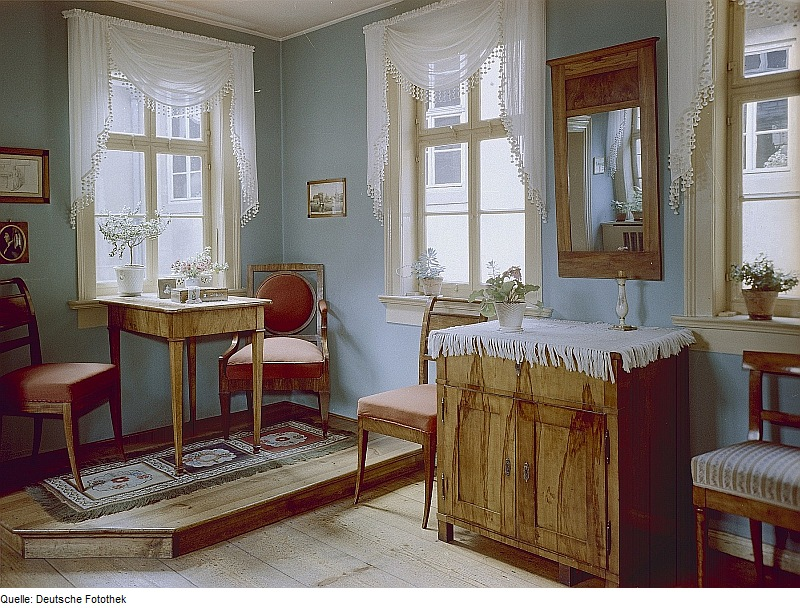
Christianenzimmer
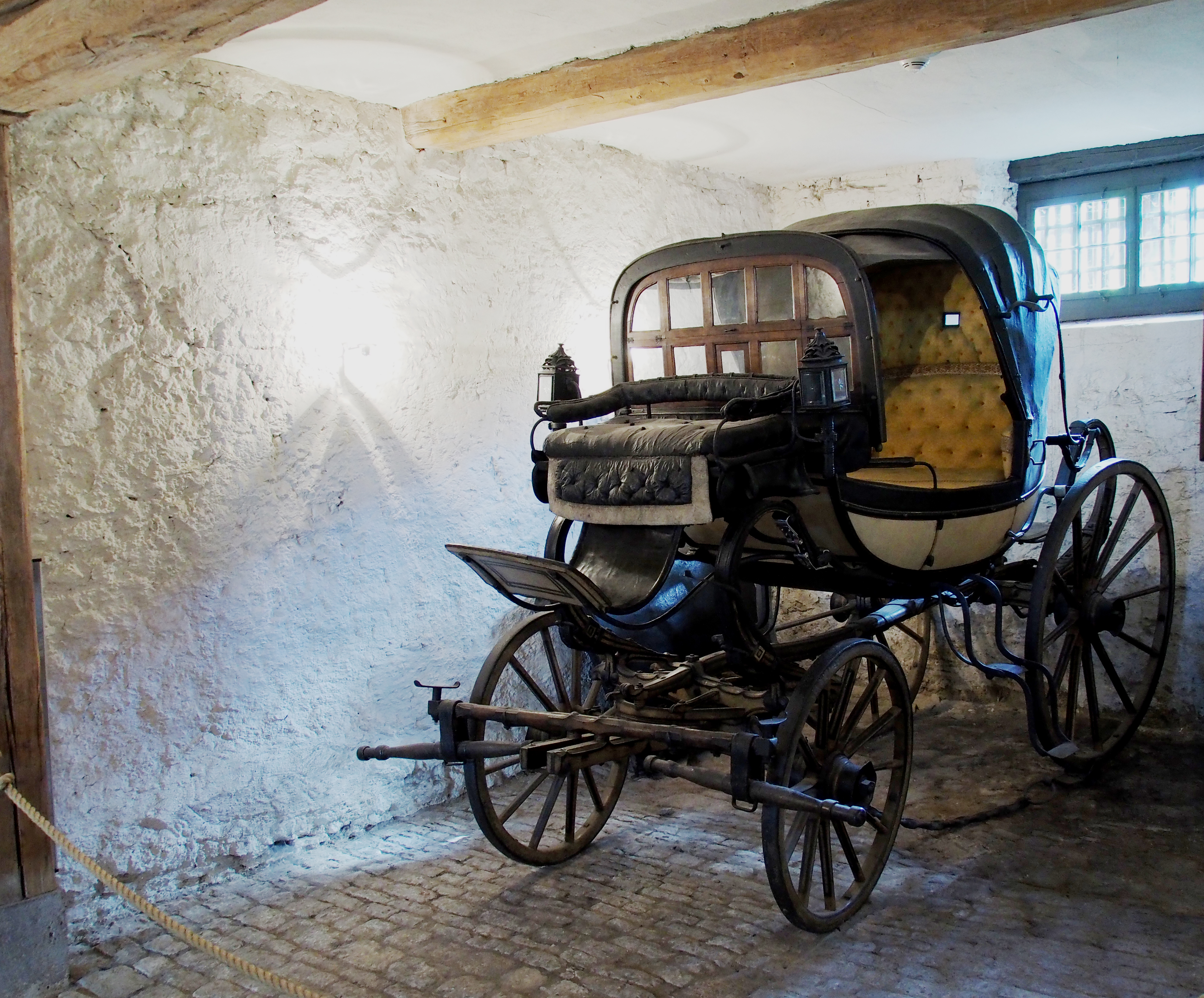
In der Remise: Goethes „Batarde“ – seine Kutsche für Stadtfahrten und kleinere Ausflüge
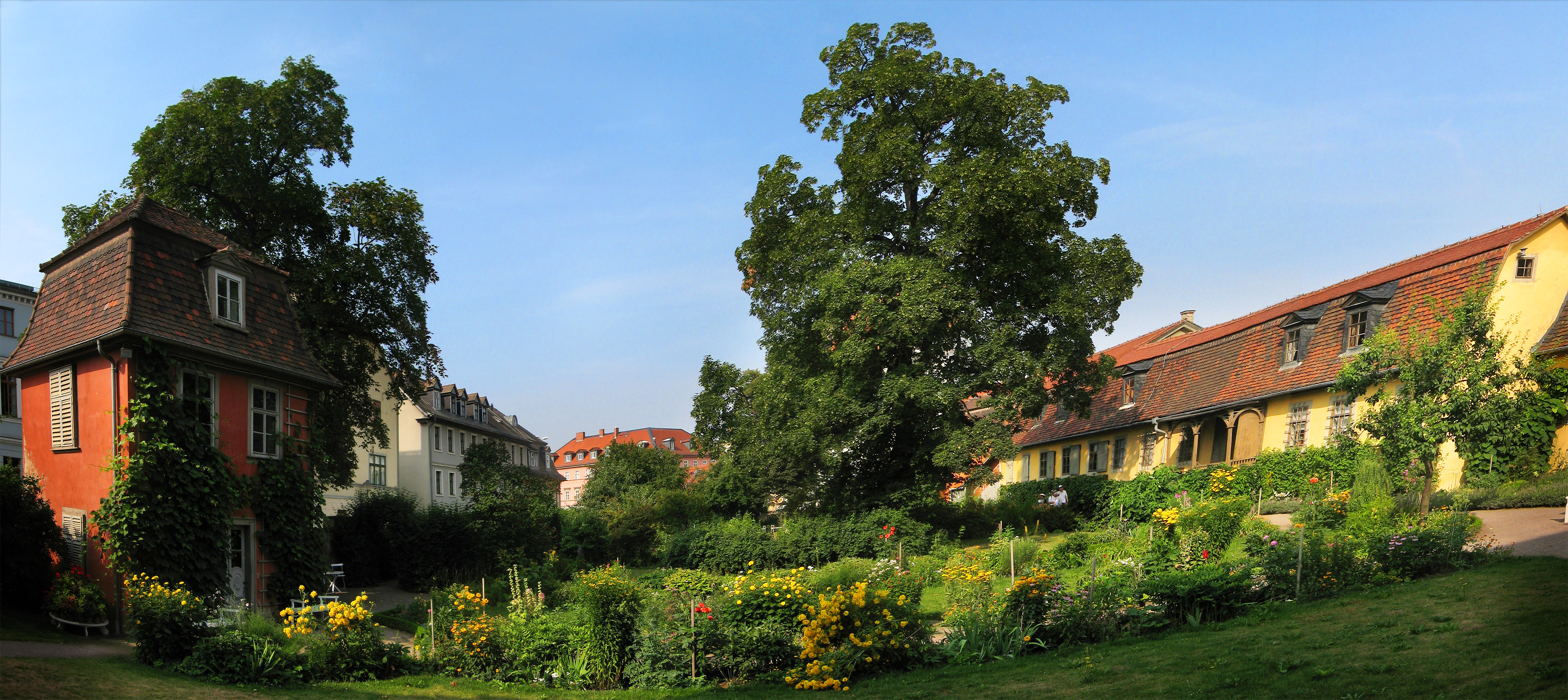
Der Garten; links der Pavillon mit Goethes Mineraliensammlungen, rechts die Rückseite des Hinterhauses mit überdachtem Gartenausgang aus dem so genannten Gartenzimmer